# (31659) 1999 HT10
1999 HT10 (asteroide 31659) é um asteroide da cintura principal. Possui uma excentricidade de 0.11494410 e uma inclinação de 5.97166º.
Este asteroide foi descoberto no dia 17 de abril de 1999 por LINEAR em Socorro.